# Hieracium orbicans
Hieracium orbicans là một loài thực vật có hoa trong họ Cúc. Loài này được Almq. ex Stenstr. mô tả khoa học đầu tiên năm 1889.